# Unité urbaine de Breuillet
L'unité urbaine de Breuillet est une unité urbaine française constituée par la commune de Breuillet, petite ville de la couronne périurbaine de l'aire urbaine de Royan, située dans le sud-ouest de la Charente-Maritime.

## Données générales
En 2010, l'INSEE a procédé à une révision des zonages des unités urbaines de la France; celle de Breuillet fait partie des nouvelles unités urbaines de la Charente-Maritime et figure sous le code 17108 selon la nouvelle nomenclature de l'Insee. 
En 2007, avec 2 539 habitants, elle constitue la 24e unité urbaine de Charente-Maritime et appartient à la catégorie des unités urbaines de 2 000 à 4 999 habitants.
Sa densité de population qui s'élève à 127 hab/km2 en 2007 en fait une unité urbaine densément peuplée en Charente-Maritime.

## Délimitation de l'unité urbaine de 2010
Unité urbaine de Breuillet dans la délimitation de 2010 et population municipale de 2007
| Commune urbaine | Superficie | Population | Densité de population | Statut       |
| --------------- | ---------- | ---------- | --------------------- | ------------ |
| Breuillet       | 19,99 km2  | 2 539 hab. | 127 hab/km2           | Ville isolée |